# أيريك سورينسن
أيريك سورينسن (بالنرويجية البوكمول: Eirik Sørensen)‏ هو لاعب كرة قدم نرويجي، ولد في 17 يوليو 1984. لعب مع ترومسو إيدريتسلاغ.